# Jordan Follows
 (juillet 2011).
Jordan Follows (né le 23 mars 1990 à Swansea) est un footballeur gallois. Il joue pour le club de Llanelli AFC qui évolue en Welsh Premier League. Il a été champion du pays de Galles en 2008.

## Biographie
Jordan Follows a été formé au football à l'académie du Llanelli AFC et, après un bref passage à Ammanford, il retourne à Llanelli et, fin 2008, fait ses premières apparitions régulières dans l'équipe première. Dans le même temps, il est sélectionné en équipe du pays de Galles semi-professionnelle des moins de 23 ans.

## Palmarès
Llanelli AFC
- Championnat du pays de Galles
  - Champion : 2008
- Coupe du pays de Galles
  - Vainqueur : 2011
- Coupe de la Ligue du pays de Galles
  - Vainqueur : 2008